# Deolia
Deolia o Deolia Kalan fou un estat tributari protegit del tipus ismatdari, feudatari de Jodhpur, format per dos pobles al districte de Jaitarn, governats per una dinastia rajput rathor del clan Jodha, subclan Vijaysinghot.

## Llista de governants
- Rao Saheb Mod Singhji vers 1900
- Rao Saheb Surajbhan Singhji (fill) vers 1920
- Rao Saheb Vijay Singhji (germà petit i fill adoptiu) vers 1940
- Rao Saheb Devi Singhji (fill) vers 1950